# Friedrich von Leliwa (Landstand, 1791)
Karl Ludwig Friedrich von Leliwa (* 9. Oktober 1791 in Kleinern; † 30. März 1870 in Arolsen) war ein waldeckischer Offizier, Rittergutsbesitzer und Landstand.

## Leben
Von Leliwa war der älteste uneheliche Sohn von Friedrich von Leliwa (sen.) (1743–1836) aus dem Adelsgeschlecht Leliwa und der Sophie Wilhelmina Cathrina Oschmann (1766–1822). Er wurde von seinem Vater als Sohn anerkannt und erhielt von ihm 1830 Gut Freienhagen übertragen. Am 19. Juli 1811 wurde er in den Fürstlich Waldeckischen Adelsstand erhoben.
Er war evangelisch und lebte ab 1819 in einer nichtehelichen Verbindung mit Sophie Hoffmann (1798–1872) zusammen. Um 1823 heiratete er Caroline Louise Gleisner (* 28. März 1793 in Lengefeld; † 4. Oktober 1865 in Arolsen), die Tochter des Johann Wilhelm Gleisner, Beamter auf dem Burggut zu Lengefeld, davor Gastwirt und Fürstlicher Kellermeister in Arolsen. Louis Gleisner und Karl Wilhelm Gleisner waren Schwäger.
Von Leliwa schlug die Militärlaufbahn ein und wurde 1807 Unterleutnant im waldeckischen Bataillon und Angehöriger der am 14. November 1808 nach Metz zum „Fürstenbataillon“ (Rheinbundtruppen) geschickten Kompagnie. Am 26. März 1810 wurde er zum Oberleutnant befördert. In den Napoleonischen Kriegen auf der Iberischen Halbinsel war er 1810 mit 80 Waldeckern in Palamós (Provinz Gerona, Spanien) im Einsatz. Am 13. September 1810 geriet er mit anderen Offizieren und Mannschaften des waldeckischen Kontingents in Gefangenschaft, die er auf den Balearen und (bis 1814) in Schottland zubrachte. Er berichtete später, Opfer von „Mißhandlung in der Gefangenschaft“ gewesen zu sein. 1814 konnte er aus der Kriegsgefangenschaft zurückkehren und wurde 1815 Compagnie-Commandant im Range eines Hauptmanns. Vom 18. Juli 1816 bis mindestens 1828 stand er in der Funktion eines Bataillons-Adjutanten. 1865 wurde er zum Oberstleutnant befördert.
Als Besitzer des Gutes Freienhagen war die Landtagsfähigkeit verbunden. Er war vom 28. April 1834 bis zum 3. Dezember 1842 Mitglied des Landstandes des Fürstentums Waldeck. 1840 verkaufte er das Burggut Freienhagen mit Ausnahme des Burgplatzes an Friedrich Graf. Auch nach diesem Verkauf beanspruchte er weiter die Landstandschaft und argumentierte, diese hinge am Burgplatz. Die Landtagsmehrheit folgte dieser Argumentation nicht und schloss ihn am 3. Dezember 1842 aus dem Landtag wegen Verkaufs des Gutes Freienhagen aus.